# فيكودين
الفيكودين هو مسكن ألم يحمل علامةً تجاريةً، يحتوي على الهيدروكودون والباراسيتامول (المعروف أيضا باسم الأسيتامينوفين). يستخدم الفيكودين لتخفيف الآلام المتوسطة والشديدة. وهو موجودٌ عادةً في شكل أقراصٍ إما بأسماء مثل فيكودين، فيكودين إس أو إتش بي فيكودين مطبوعةً على جانبٍ واحدٍ من الغطاء. يزيد الباراسيتامول الذي في الصيغة من الآثار المترتبة على الهيدروكودون. يأتي الهيدروكودون أيضا في مزيجٍ مع الايبوبروفين، وهو متوفرٌ تحت الاسم التجاري فيكوبروفين.

## المكونات
الفيكودين مصنوعٌ على شكل مزيجٍ من الهيدروكودون والباراسيتامول. فالباراسيتامول، الذي يسمى أيضا الاسيتامينوفين، يعملُ بمثابة مسكن وخافضٍ للحرارة. الهيدروكودون هو مسكنٌ ألم افيوني شبه اصطناعي.
- يحتوي الفيكودين على 500 ملغ من الباراسيتامول و5 ملغ من الهيدروكودون. الجرعة النموذجية هي 1-2 قرص حسب الحاجة، بحدٍ أقصى 8 أقراص / يوم.
- الفيكودين إي.إٍس. يحتوي على 750 ملغ باراسيتامول و7.5 ملغ من الهيدروكودون. الجرعة النموذجية هي حبة واحدة من الدواء حسب الحاجة، والحد الأقصى 5 أقراص / يوم.
- الفيكودين إتش بي يحتوي على 660 ملغ باراسيتامول و10 ملغ من الهيدروكودون. الجرعة النموذجية هي حبة واحدة من الدواء حسب الحاجة، والحد الأقصى 6 أقراص/يوم.

المكونات غير النشطة المدرجة في كل الحبوب كذلك هي: ثاني أكسيد السيليكون، النشا، الصوديوم الميلوزي، فوسفات الكالسيوم ثنائي القاعدة، المغنيسيوم استارات، السيلولوز الجريزوفولفين، البوفيدون، وحامض الستريك.

## التنظيم والجدولة
في الولايات المتحدة، يتم تنظيم الإنتاج جزئيا من قبل قانون المواد الخاضعة للرقابة لعام 1970. يضمن هذا أن جميع التصنيع والاستيراد وحيازة وتوزيع العقاقير يجب أن يتم بإشراف وتنظيم الحكومة الفيدرالية.
الفيكودين في الولايات المتحدة هو عقار من الجدول الثالث. أما الكوديين البحت والهيدروكودون هما في الجدول الثاني للمخدرات، ولكن عند جمعهما مع الباراسيتامول أو مع مضادات الالتهاب غير الستيرويدية فيمكن أن يصبحا من الجدول الثالث للمخدرات. يتم تصنيف الجدول الثالث للمخدرات من جانب الحكومة الأمريكية أن أدويته تسبب الاعتماد البدني المعتدل أو المنخفض، أو اعتمادا نفسيا كبيرا إذا ما أسيء استخدامها.

## الحظر المقترح في الولايات المتحدة
يوم 30 يونيو 2009، صوتت لجنة استشارية لهيئة الولايات المتحدة للأغذية والدواء بأغلبيةٍ ضئيلةٍ لتقديم المشورة لإدارة الاغذية والعقاقير لإزالة الفيكودين ومسكنٌ آخر للألم، البيرسوكيت من السوق بسبب «وجود احتمال كبير لتناول جرعة زائدة من مخدرات الوصفة الطبية ومنتجات الاسيتامينوفين».
أدلت اللجنة المخاوف من تلف الكبد من الاسيتامينوفين، والذي هو أيضا العنصر الرئيسي في العقاقير شائعة الاستخدام مثل التايلينول.
كل عام، ترتبط الجرعة الزائدة من عقار الاسيتامينوفين بحوالي 400 حالة وفاة و 42,000 دخول للمستشفيات.
طلبت بعدها منظمة الأغذية والدواء الأمريكية من الشركات المصنعة للمنتجات التي تحتوي على اسيتامينوفين للحد من كمية من الأسيتامينوفين إلى ما لا يزيد عن 325 ملليغرامات (ملغ) في كل حبة أو كبسولة.

## التصنيع

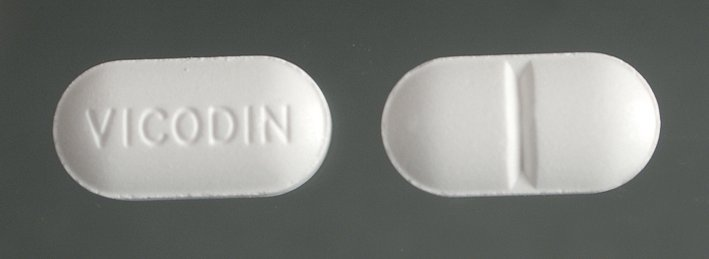
الفيكودين - الهيدروكودون والأسيتامينوفين (المعروف أيضا باسم الباراسيتامول).

الجزء الرئيسي من الفيكودين، الهيدروكودون، لديه نفس الهيكل الأساسي للمورفين ولكن يستقلب من قبل إنزيماتٍ مختلفة. هناك ثلاث صيغ مختلفة للفيكودين، بكمياتٍ مختلفةٍ من الهيدروكودون والباراسيتامول (اسيتامينوفين) في كلٍ منهما. الهيدروكودون مسكنٌ متوسط القوة له آثارٌ مماثلةٌ للمورفين، ولكن يلاحظ أنه أقل قوة من المورفين. يتم تصنيع الأقراص بهيدروكودون أقل من الباراسيتامول. يستخدم مزيجٌ من الاثنين لأن كلا منهما يعمل بآليةٍ مختلفةٍ لتسكين الألم، ولأن الآثار الجانبية لأيهما يمكن تقليلها باستخدام جرعاتٍ مخفضة من كليهما، للحصول على نفس التأثير المسكن.
الهيدروكودون والاسيتامينوفين مساحيق بيضاء بلورية، ويتم تصنيعهما على شكل أقراص.

## التفاعلات الدوائية
إلى جانب نشاط الهيدروكودون والأسيتامينوفين بذاتيهما، هناك عامل تسكينٍ للألم عند الجمع بين العقارين لم يفهم بعد بشكلٍ كامل، ولكنه مرتبطٌ بتثبيط البروستاجلاندين. التفاعل الدوائي للعقاقير المختلطة مثل الفيكودين يعتمد على حركية العقاقير التي يتألف منها.
الهيدروكودون : يعمل على مستقبلات المواد الأفيونية مو. يتم تأييض الهيدروكودون إلى الهيدرومورفون، عن طريق إنزيم السيتوكروم بي 40. وهذا التحويل ليس الشيء الوحيد المسؤول عن آثار الهيدروكودون. السيتوكرومات هي بروتيناتٌ دموية موجودة في خلايا جميع الكائنات الحية، وتشارك في المقام الأول في سلسلة نقل الإلكترون التي تنتج "ATP". يعبر الهيدروكودون الحاجز الدماغي الدموي بسبب تعديلاته، والدماغ هو المكان الذي تجري فيه آثار المسكن. العديد من الآثار الجانبية لهذه العقاقير هي حقيقةً بسبب أنها تعبر الجدار الدموي الدماغي بسهولة. العمر النصفي للهيدروكودون حوالي 3.8 ساعات.
الباراسيتامول : الأيضات الرئيسية النشطة هي الكبريتات وقرائن الجلوكيورونايد. الوسيلة الرئيسية لعمله هو كبح نشاط إنزيم السيكلوكجينيز. وهو من الإنزيمات اللازمة لإنتاج البروستاجلاندين. البروستاجلاندين هي شكلٌ من أشكال الهرمونات (على الرغم من ندرة ما تصنف على أنها من هذا القبيل)، وهي وسيطةٌ في إحداث الألم والحمى والالتهابات. نصف حياة الباراسيتامول متفاوتٌ ما بين 1 و 4 ساعات. يصل العقار إلى مستويات الذروة بين 40-60 دقيقة بعد الابتلاع. الباراسيتامول هو دواء يعمل طرفيا، وبالتالي فإنه لا يعبر الجدار الدموي الدماغي بسهولة الهيدروكودون. [بحاجة لمصدر]

## دواعي الاستعمال
الفيكودين، مثل غيره من المسكنات الأفيونية الأخرى، يستخدم لعلاج الألم. وهو الموصوف الأكثر شيوعا لتخفيف الآلام المتوسطة والمعتدلة من الأنواع الحادة والمزمنة، أو ما بعد الجراحية. كما يمكن أن يستخدم لعلاج السعال الحاد.

## الحمل
يتم تصنيف هذا الدواء تحت الحمل من الفئة جيم، وعلى الرغم من عدم وجود الأبحاث الكافية لتأكيد الدواء آمنا للنساء الحوامل، فإن آثاره الإيجابية تفوق السلبيات الممكنة، ومن ثَم فإنه يمكن تناوله في الحمل. إذا تم تناوله في وقت ما قبل الولادة، فإنه قد يؤدي إلى تثبيط الجهاز التنفسي لدى المولود. الأمهات اللواتي يستخدمن أيا من الأفيونيات بانتظام أثناء الحمل يعرضن أطفالهن لخطر الاعتماد على المادة وبالتالي حدوث أعراض الانسحاب بعد الولادة. وتشمل أعراض الانسحاب: الإفراط في البكاء والتقيؤ والتهيج والهزات والحمى. المرضعات لا ينبغي استخدامهن لهذا الدواء لأن الباراسيتامول يتم إفرازه عن طريق حليب الثدي، وليس المعروف إذا كان الهيدروكودون يتم إفرازه كذلك.

## الاثار الجانبية
الآثار الجانبية للفيكودين الأكثر شيوعا هي الضيق في المعدة، والغثيان، وتغير الحالة العقلية (على سبيل المثال، الدوخة). تشمل المزيد من آثار جانبية الأخرى النادرة الحساسية، التشنجات، الجلد الندي، الهلوسة، الضعف الشديد، الدوخة، تسارع التنفس، واللاوعي، اليرقان (اصفرار العينين أو الجلد)، التعب غير العادي، النزيف، الكدمات، الآلام في المعدة ، الإمساك، جفاف الفم، ازدياد الشهية للطعام، تشنجات العضلات، التعرق، نوبات السخونة، الحكة، الطنين، فقدان السمع، انخفاض التبول، وتغير الحماس الجنسي. قد يكون للفيكودين أيضا آثارٌ تثبيطية على الجهاز العصبي المركزي.